# جزيرة كاباك الكبرى
جزيرة كاباك الكبرى وهي جزيرة من جزر إندونيسيا، وتتبع إقليم كليمنتان الجنوبية في إندونيسيا.